# Atarba (Ischnothrix) delicatula
Atarba (Ischnothrix) delicatula is een tweevleugelige uit de familie steltmuggen (Limoniidae). De soort komt voor in het Neotropisch gebied.